# Noedelange
Ne doit pas être confondu avec Neudelange.
Noedelange est un hameau de la ville belge d'Aubange. Il est situé à l'extrême sud-est du Royaume, en Région wallonne dans la province de Luxembourg, jouxtant le village de Guerlange.
Il n’est constitué que d’une grosse ferme au fond d'une vallée pittoresque bien que l'on entende parfois parler du « château de Noedelange ». Le bâti et son enceinte (dont un vieux tilleul centenaire) sont sur la liste du patrimoine immobilier classé d'Aubange.

## Géographie

### Situation
Situé dans la commune d'Aubange et faisant partie de la section d’Athus, le hameau jouxte le village de Guerlange au nord-ouest de celui-ci, la frontière luxembourgeoise le longeant au nord-est.

### Cours d'eau
Noedelange est traversé par le Wassergrund qui prend sa source à quelques centaines de mètres au nord-ouest du hameau, juste de l'autre côté de la frontière entre la Belgique et le Luxembourg, puis se jette dans l'Oderingergrund à Longeau.

## Histoire
Les premières mentions du hameau parlent de la seigneurie de Noedelange vers 1326.

## Curiosité
Devant la ferme se trouve un vieux tilleul centenaire de 19 m de haut et 7 m de circonférence au tronc creux.